# Maltese Premier League 1933/1934
Statistika Maltese Premier League v sezoně 1933/34.

## Přehled
Hrály jen dva týmy a šampionem se stala Sliema Wanderers FC.

## Tabulka
| Poř. | Tým                 | Z | V | R | P | VG | OG | B |
| ---- | ------------------- | - | - | - | - | -- | -- | - |
| 1.   | Sliema Wanderers FC | 4 | 2 | 1 | 1 | 6  | 4  | 5 |
| 2.   | Hibernians FC       | 4 | 1 | 1 | 2 | 4  | 6  | 2 |